# 桑田忠親
桑田 忠親（くわた ただちか、1902年11月21日 - 1987年5月5日）は、日本の歴史学者。國學院大學名誉教授。勲三等瑞宝章受章。

## 経歴
1902年、東京市麹町区で生まれた。國學院大學国文学科に学び、卒業論文『明治時代の小説に表われた自然主義の研究』をまとめ、1926年に卒業。卒業後は、東京帝国大学史料編纂所に勤務。1945年に退官。
戦後
埼玉県立川越高等女学校教諭を経て、1946年に母校の國學院大學文学部教授に就いた。戦国時代史を研究テーマとし、千利休などの茶人を研究。1952年、学位論文『茶道の大成』で國學院大學より文学博士の学位を取得。1973年に國學院大學を定年退職し、以降は客員教授として教鞭を執った。1979年より名誉教授。1983年正月には、宮中歌会始の召人となった。1987年、肺炎のため死去。

## 受賞・栄典
- 1980年：勲三等瑞宝章を受章。

## 研究内容・業績
専門は戦国時代史で、その著作は『桑田忠親著作集』(全10巻)にまとめられている。主な研究テーマには茶人や茶道があり、それに関しては『日本茶道史』、『千利休』がある。また戦国時代人の武昌や書簡を研究し、『日本武将列伝』『日本合戦全集』などが代表作として知られる。また、大河ドラマでは時代考証を手がけ、夥しい数の一般向けの歴史書を執筆している。國學院大學では米原正義、二木謙一、宮本義己らを指導し、後進を育てた。
作歌活動だけでなく、大学時代は文学青年で作家を目ざしていたといい、小説「利休切腹以後」（『小説現代』1970年7月）といった創作作品も残している。

## 家族・親族
- 曾祖父：桑田立斎は幕末の蘭方医として種痘を推進した人物[7]。

## 著書

### 単著
- 『豊太閤伝記物語の研究』中文館書店 1940
- 『大名と御伽衆』青磁社 1942
- 『戦国武将の生活』青磁社 1942
- 『千利休』青磁社 1942
  - 文庫化：角川文庫
- 『武将と茶道』一条書房 1943
  - 文庫化：講談社文庫
- 『太閤書信 豊臣秀吉』 地人書館 1943
  - 『太閤の手紙』講談社学術文庫 2006
- 『武将の家訓』創元選書 1944
- 『日本人の遺言状』創芸社 1944
- 『古田織部』宝雲舎 1946
  - 改題文庫化『古田織部の茶道』講談社学術文庫 1990
- 『宗湛日記：神谷宗湛の茶生活』高桐書院 1947
- 『豊臣秀吉』創元選書 1948
  - 角川文庫
  - 改題『太閤豊臣秀吉』講談社文庫 1986
- 『細川幽斎』日本書院 1948年
  - 講談社学術文庫 1996年
- 『片桐石州と茶道芸術』創元社 1950
- 『日本茶道史』角川書店 1954
  - 改題文庫化『茶道の歴史』講談社学術文庫 1979
- 『日本の茶道』角川新書 1954
- 『世阿弥と利休 能楽と茶道』至文堂 日本歴史新書 1956年
- 『乱世と茶道』平凡社 1957
- 『山上宗二記の研究』河原書店 1957
- 『茶の心：茶道名言集』東京堂出版 1957
- 『茶：歴史と作法』ダヴィッド社 1958
- 『淀君』吉川弘文館〈人物叢書〉1958
  - 新版 1985年 ISBN　9784642050043
  - オンデマンド版2021　ISBN　9784642750042
- 『信長の手紙』文藝春秋新社 1960
- 『利休の書簡』河原書店 1961
  - 改題『定本 千利休の書簡』東京堂出版 1971
- 『はだか太閤記：豊臣秀吉の人間像』講談社ミリオン・ブックス 1961
- 『家康の手紙』文藝春秋新社 1961
  - 文庫化 文春文庫 1983
- 『戦国武将の手紙』人物往来社 1962
- 『日本史千一夜』学生社新書 1962
- 『戦国の史話 戦国の武将三十人』人物往来社 1963
- 『英雄の手紙 戦国武将の映像』読売新聞社 1963
- 『戦国の遺書』人物往来社 1964
- 『武将と茶道』人物往来社 1964
- 『織田信長』角川新書 1964  のち文庫
- 『茶の美 茶道入門』秋田書店 サンデー新書 1965
- 『太閤記の研究』徳間書店 1965
- 『反逆の系譜』番町書房 1966
  - 文庫化：講談社文庫
- 『義経をめぐる女たち』秋田書店 サンデー新書 1966
- 『日本宝島探検 埋もれた財宝を求めて』光文社カッパ・ブックス 1966
- 『茶道の逸話』東京堂出版 1967
  - 『本朝茶人伝』中公文庫 1980
  - 改版 2007年
- 『名物茶道具の話』徳間書店 1967
  - 改題文庫化『茶器と懐石』講談社学術文庫 1980
- 『徳川家康名言集』ポプラ社 1968
  - 広済堂ブックス 1982年
- 『古田織部　人と茶と芸術』徳間書店 1968
  - 改題『へうげもの古田織部伝 数寄の天下を獲った武将』矢部誠一郎監修、ダイヤモンド社 2010
- 『川中島古戦場の旅』秋田書店 サンデー新書 1969
- 『太閤家臣団』新人物往来社 1971
- 『武将と人生訓』新人物往来社 1971
- 『桃山時代の女性』吉川弘文館 1972
  - 改題『乱世に生きた女たち』旺文社文庫
- 『斎藤道三』新人物往来社 1973
  - 文庫化：講談社文庫
- 『明智光秀』新人物往来社 1973
  - 文庫化：講談社文庫
- 『信長をめぐる七人の武将』エルム 1973
  - 『織田信長ものしり読本』広済堂文庫 1992
- 『義士石田三成』エルム 1974
  - 『石田三成』講談社文庫　1982
  - 中公文庫 2009年
- 『宮本武蔵 五輪書入門』日本文芸社 ダルマ・ブックス 1974
- 『徳川綱吉と元禄時代』秋田書店 1975
- 『豊臣秀吉研究』角川書店 1975
- 『戦国史疑』新人物往来社 1976
  - 文庫化：講談社文庫
- 『日本史の謎と怪異』日本文芸社 1976
- 『三河後風土記』秋田書店 1976
- 『戦国時代の謎と怪異』日本文芸社 1977
- 『千利休研究』東京堂出版 1977
- 『茶陶とその巨匠』朝日新聞社 1977
- 『戦国の秘話』聖文社 1978
- 『戦国武将と茶道』実業之日本社 1978
  - 『戦国武将と茶の湯』小和田哲男監修、宮帯出版社 2013年
- 『日本史の異説と真説』聖文社 1980
- 『戦国史談』潮出版社 1980
  - 文庫化：潮文庫
- 『千利休：その生涯と芸術的業績』中公新書 1981
  - 『千利休』小和田哲男監修、宮帯出版社 2011
- 『赤穂浪士史談』潮出版社 1981
- 『或る蘭方医の生涯』中央公論社 1982
  - 『蘭方医 桑田立斎の生涯』中公文庫 1985
- 『黄色い鶏』旺文社文庫 1982[8]
- 『日本史つれづれ』潮出版社 1982
- 『家康の天下盗り健康法 現代に生きる新サバイバル学』集英社 1982
- 『徳川家康史談』潮出版社 1983
- 『日本の芸道六種 書・歌・連歌・能楽・花・茶』中公新書 1983
- 『流浪将軍』足利義昭』講談社 1985
- 『戦国合戦史談』潮文庫 1986 - ※以下は新編再刊
- 『戦国おんな史談』潮文庫 1986
- 『日本史おもしろ読本』広済堂文庫 1987
- 『徳川家康 その手紙と人間』旺文社文庫 1987
- 『戦国おもしろ読本』広済堂文庫 1987
- 『戦国武将名言集』広済堂文庫 1987
- 『戦国武将の遺書』広済堂文庫 1988
- 『上杉謙信ものしり史伝 孤高の戦国武将の謎と実像』広済堂出版 1988
- 『豊臣秀吉の発想力と知謀』広済堂文庫 1990
- 『戦国乱世おもしろ読本』広済堂文庫 1990
- 『間違いだらけの戦国史』大陸文庫 1991
- 『織田信長男の凄さ・男の値打ち』三笠書房 1991
- 『戦国武将 誰も知らない苦労話』三笠書房 1991
- 『謎の人物日本史』広済堂文庫 1992
- 『宮本武蔵 五輪書の極意』にちぶん文庫
  - 改題『宮本武蔵 五輪書入門：敵に勝つ技術 相手を呑み、意表を衝く』パンドラ新書 2006
- 『戦国時代の謎と怪異』日本文芸社（にちぶん文庫）1993
  - 改題『戦国武将の謎 教科書ではわからない戦国時代の裏のウラ』日本文芸社、2006
- 『日本史の謎と怪異』日本文芸社（にちぶん文庫）1994
- 『毛利元就のすべてがわかる本』三笠書房（知的生きかた文庫）1996

著作集
- 『日本武将列伝』全5巻 秋田書店、1972年
- 『日本合戦全集』全6巻 秋田書店、1973-74年
- 『桑田忠親著作集』全10巻、秋田書店、1979-80年

児童向け
- 『少年少女物語 日本歴史』全5巻、実業之日本社 1961
- 『一休禅師：警世の名僧』偕成社 1966
- 『物語日本史 原始から現代まで』偕成社 1970
- 『日本の歴史 6 天下の統一 安土・桃山時代』ポプラ社, 1969
- 『日本の歴史 7 将軍と大名 江戸時代・上』ポプラ社, 1969
- 『日本の歴史 8　武士と町人 江戸時代・下』ポプラ社 1969
- 『豊臣秀吉　少年少女新伝記文庫8』金子書房 1977

主な共著
- 『戦国乱世 対談』海音寺潮五郎共著、角川選書 1969
  - 文庫化：角川文庫
- 『徳川家康 歴史対談』山岡荘八共著、講談社 1972
  - 文庫化：講談社文庫
- 『実録 徳川家康：戦国覇者がたどった波乱の生涯』南條範夫共著、ゆまにて出版 1982年

編著
- 『酒井忠次公伝』先求院堂宇修繕後援会 1939
- 『太閤記』 小瀬甫庵 岩波文庫 1943-44
  - 復刊 1984年
  - 『太閤記』新人物往来社 1971
- 『茶道辞典』東京堂出版 1956
  - 新版 1978年
- 『日本名言辞典』東京堂出版, 1969
  - 新版 1986年
- 『武将の名書簡』東京堂出版 1968
- 『女性の名書簡』東京堂出版 1970
- 『茶人の名書簡』東京堂出版 1970
- 『高僧の名書簡』東京堂出版 1972
- 『茶道史年表』東京堂出版 1973
- 『武人 書と人物』第3巻 毎日新聞社, 1977
- 『戦国武将の書簡』徳間書店 全2巻, 1977-78
- 『茶道人名辞典』 東京堂出版 1981
- 『茶道名言辞典』 東京堂出版 1982